# 히노데정
히노데정(일본어: 日の出町 히노데마치[*])는 일본 도쿄도 니시타마군의 정이다.

## 지리
가장 높은 산은 히노데산으로 해발고도 902m이다. 히라이강과 오구노강이 흐른다. 북쪽으로는 오메시, 남쪽으로는 아키루노시가 에워싸고 있다.

## 역사
1955년에 히라이촌과 오구노촌이 합쳐져 히노데촌이 성립하였다. 1974년에 정으로 승격되었다.

## 산업
임업과 목재 생산이 중요한 산업이다. 삼나무와 편백은 경제적으로 중요하다. 히노데에서는 연 20만 개의 관을 생산하여 일본 1위의 생산량을 자랑한다.

## 인구
| 연도 | 인구   | ±%     |
| ---- | ------ | ------ |
| 1920 | 5,651  | —      |
| 1930 | 6,659  | +17.8% |
| 1940 | 6,673  | +0.2%  |
| 1950 | 8,436  | +26.4% |
| 1960 | 8,047  | −4.6%  |
| 1970 | 8,835  | +9.8%  |
| 1980 | 13,854 | +56.8% |
| 1990 | 16,444 | +18.7% |
| 2000 | 16,631 | +1.1%  |
| 2010 | 16,652 | +0.1%  |

## 교통

### 도로
- 수도권 중앙 연락 자동차도